# Nikola Brejchová
Nikola Brejchová, rozená Tomečková (* 25. června 1974, Zlín) je bývalá česká atletka, oštěpařka.

## Kariéra
První mezinárodní úspěch zaznamenala v roce 1991 na juniorském mistrovství Evropy v Soluni, kde získala stříbrnou medaili za hod dlouhý 55,34 metru. Bronz vybojovala Němka Steffi Neriusová za 54,60 m a zlato její krajanka Christine Gastová za 56,30 m. Na následujícím ME juniorů 1993 ve španělském San Sebastiánu obsadila 5. místo.
Později se čtyřikrát kvalifikovala na MS v atletice (Stuttgart 1993, Göteborg 1995, Athény 1997, Sevilla 1999). Ani jednou však neprošla sítem kvalifikace, podobně jako na letních olympijských hrách 1996 v Atlantě. Těsně ji unikla finálová účast také na evropském šampionátu v Budapešti v roce 1998. Výkonnostně na finále měla, ale bojovala především s psychikou. Nevěřila si. Jistotu a důvěru v samu sebe začala získávat teprve před letními olympijskými hrami v roce 2000 po terapiích se sportovními psychology. Terapie se týkaly především správného dýchání, umění se soustředit, potlačit nastupující nervozitu a umět tělo nabudit k lepšími výkonu.
Na letních olympijských hrách 2000 v Sydney se ji podařilo probojovat do finále, když v kvalifikaci obsadila hodem dlouhým 59,49 metru dvanácté, poslední postupové místo. Ve finále měřil její nejdelší pokus ze šesté série 62,10 m, což stačilo na konečné 8. místo.
V roce 2001 získala stříbrnou medaili na světové letní univerziádě v Pekingu. V témže roce obsadila na MS v atletice v kanadském Edmontonu výkonem 63,11 metru 4. místo. Bronzovou medaili vybojovala Kubánka Sonia Bissetováza (64,69 m).

### Olympiáda 2004
Těsně před začátkem olympiády si 2. srpna 2004 vytvořila na mítinku v rakouském Linci výkonem 65,91 metru nový osobní rekord.
Na své třetí letní olympiádě v Athénách skončila na 4. místě. Ve třetí sérii poslala oštěp do vzdálenosti 64,23 m, což znamenalo průběžné druhé místo za Kubánkou Osleidys Menéndezovou, která hned v první sérii hodila 71,53 m a zajistila si olympijské zlato. V poslední, šesté sérii se však zlepšila na 65,82 m Němka Steffi Neriusová a také Řekyně Mirela Manjaniová, která Brejchovou přehodila o 6 centimetrů a vybojovala bronz.

### Ósaka 2007
Těsně pod stupni vítězů skončila také na světovém šampionátu v japonské Ósace v roce 2007. V kvalifikaci jako jediná přehodila 64 metrů (64,29 m). Ve finále čtyřikrát přehodila šedesátimetrovou hranici, přičemž nejdál ve třetí sérii (63,73 m). Tento hod by jí stačil na bronzovou medaili, avšak bronz nakonec získala Němka Neriusová za 64,42 m.

### Ukončení kariéry
Atletickou kariéru definitivně ukončila v prosinci roku 2008. Jejím posledním závodem bylo mistrovství ČR družstev v Třebíči 6. září téhož roku.
V roce 2018 závodila v oštěpu a kouli ve 4. kole I. ligy mužů a žen za oddíl Atletika Stará Boleslav, z.s., kde v současné době působí jako trenérka atletické přípravky a oštěpu.

## Rodina
Dne 13. prosince 2005 se jí narodila dcera Valerie. V roce 2006 se po mateřské dovolené vrátila k atletice. Dne 29. prosince 2009 porodila syna Patrika.